# Karstwasseroberfläche
Karstwasserfläche, auch Karstwasserspiegel, ist die Oberfläche der phreatischen Zone im porösen Karst, besonders in einer teilweise mit Wasser gefüllten Kalkstein- oder Gipshöhle.
Ein Karstgebiet besteht aus einem löslichen Gestein, wie z. B. Kalkstein.
Vorhandene Klüfte, Risse und Fugen ermöglichen die Wasserbewegung im Gesteinsverband. Mit der Erweiterung dieser Klüfte beginnt die Verkarstung.
Karstwassersysteme reagieren sehr schnell auf Niederschläge, aber auch auf Trockenperioden.
Beim Karstwasser ergeben sich, im Gegensatz zum Grundwasser oft erhebliche Unterschiede im Wasserstand zwischen benachbarten Spalten und Schächten, obwohl man annehmen sollte, dass diese sich nach dem Prinzip der kommunizierenden Röhren ausgleichen müssten. Grund für diese Unterschiede ist das Verhalten von fließendem Wasser in Röhrensystemen mit wechselndem Durchmesser. Weitet sich der Durchmesser, verlangsamt sich die Fließgeschwindigkeit, doch der Druck nimmt zu. Somit steht das Wasser an zur Bodenoberfläche führenden weiteren Spalten höher als an engeren. Je stärker der Durchfluss in einem System ist, desto größer sind diese Unterschiede des Wasserstandes. 
Die Karstwasserfläche ist also keine echte Fläche. Sie verdeutlicht nur das mittlere Niveau des Wasserstandes.